# بيروفوسفات ثنائي الصوديوم
بيروفوسفات ثنائي الصوديوم أو بيروفوسفات حمض الصوديوم هو مُركب لاعضوي قابل للذوبان في الماء يتكون من كاتيونات الصوديوم وأنيونات البيروفوسفات. يتخذ المُركب شكل صلب ويكون لونه أبيض. للمُركب العديد من الاستخدامات في الصناعات الغذائية حيث أنه عامل احتفاظ بسمتوى الحموضة وعامل تمخلب. عند تحويله إلى بلورات بالماء يُشكل هيدرات، ولكنه يحتاج إلى درجة حرارة تفوق درجة حرارة الغرفة ليفقد الماء.
يُمكن الحصول على البيروفوسفات ثنائي الصوديوم عن طريق تسخين فوسفات الصوديوم ثنائي الهيدروجين:
2 NaH2PO4 → Na2H2P2O7 + H2O

## الاستخدامات في الطعام
يشتهر استخدام البيروفوسفات ثنائي الصوديوم كعامل رفع في ذرور الخبز، حيث يُضاف إليه ثنائي كربونات الصوديوم لينتج عن التفاعل ثاني أكسيد الكربون:
Na2H2P2O7 + NaHCO3 → Na3HP2O7 + CO2 + H2O
يأتي البيروفوسفات في العديد من الدرجات التي تؤثر على سرعة تفاعله. عادة ما يُستخدم البيروفوسفات ثنائي الصوديوم في الكعكات عالية التحلية لإخفاء طعمه غير المرغوب والذي ينتج عن رواسب الفوسفات الناتجة عن التفاعل.